# Herbert von Bismarck
Herbert von Bismarck, született Nicolaus Heinrich Ferdinand Herbert von Bismarck (Berlin, 1849. december 28. – Friedrichsruh, 1904. szeptember 18.) gróf, porosz államminiszteri államtitkár, Otto von Bismarck idősebbik fia, Wilhelm von Bismarck bátyja.

## Pályája
Herbert von Bismarck a Bismarck nemesi családból származott, és Fürst Otto von Bismarck Otto von Bismarck birodalmi kancellár és felesége Johanna von Puttkamer legidősebb fia volt.
Részt vett az 1870/1871-es porosz-francia háborúban. Az 1. gárdista dragonyos ezred alhadnagyaként megsebesült a Mars-la-Tour-i csata során.
1873-ban a Külügyminisztériumhoz került, ahol kezdetben főként apja magántitkáraként dolgozott, 1876-ban letéve a diplomáciai vizsgát először a berni, majd 1876/77-ben a bécsi követségeknél működött. 1882-ben például követségi tanácsos volt Londonban, 1884-ben pedig Szentpéterváron és Hágában. 1885-ben államtitkár-helyettessé nevezték ki, majd a következő év május 18-án a Külügyminisztérium államtitkárává nevezték ki. A Porosz Királyságban 1888-ban államminiszter lett, de néha nyers modorával meglehetősen népszerűtlenné tette magát néhány kortársa körében. Azt mondták, hogy jó esélyei vannak arra, hogy apja utódja legyen a birodalmi kancellárságban.
Amikor 1890-ben II. Vilmos lemondásra szólította fel a császári kancellárt, Herbert von Bismarck néhány nappal apja után távozott a Külügyminisztérium államtitkári posztjáról, noha Vilmos ezt kifejezetten ellenezte. 1893-ban a Német Birodalmi Párt színeiben beválasztották a Reichstagba. Bismarck a Corps Borussia Bonn tagja volt.
1881-ben viszonya a még mindig házas Elisabeth zu Carolath-Beuthen Erzsébet hercegnővel botrányt okozott. Apja minden erejével ellenállt ennek a kapcsolatnak, először kitagadással, majd öngyilkossággal fenyegette fiát, és végül sikerült rávennie őket, hogy szakítsák meg kapcsolatukat.
1892-ben Herbert von Bismarck megnősült Bécsben. Marguerite Malvine Hoyos grófnéja (1871-1945), Georg Anton Graf von Hoyos és Alice, született Whitehead lánya, és így a feltaláló Robert Whitehead unokája, akivel öt közös gyermeke született.
Herbert von Bismarck – öccséhez, Wilhelm von Bismarckhoz hasonlóan - fiatalon halt meg alkoholizmusa által kiváltott májbetegségben.

## Fordítás
- Ez a szócikk részben vagy egészben  a   Herbert von Bismarck című német Wikipédia-szócikk ezen változatának fordításán alapul.  Az eredeti cikk szerkesztőit annak laptörténete sorolja fel. Ez a jelzés csupán a megfogalmazás eredetét és a szerzői jogokat jelzi, nem szolgál a cikkben szereplő információk forrásmegjelöléseként.